# Хрептович, Михаил Иринеевич
Граф Михаил Иринеевич Хрептович (пол. Michał Joachim Chreptowicz; 18 (30) июня 1809, Рига — 3 (15) февраля 1892, Париж) — русский дипломат, зять и протеже министра иностранных дел Нессельроде, царский посланник в Бельгии, Великобритании и других странах. Внук Иоахима Хрептовича, владелец имения Бешенковичи. Действительный тайный советник.

## Семья
Происходил из западнорусского дворянского рода Хрептовичей (герб Одровонж), в 1752 году получившего графский титул Священной Римской империи (в 1843 году его признали в Российской империи). По вероисповеданию Хрептович был католиком.
Его родителями были действительный тайный советник Ириней Ефимович Хрептович (1775—1850) и фрейлина Мария Карловна (1780—1846), дочь генерала Карла фон Ренни. Обе сестры Михаила — Мария и Елена — были замужем за видными дипломатами: А. М. Бутенёвым и В. П. Титовым.
Жена (с 25 мая 1832 года) — графиня Елена Карловна Нессельроде (31.03.1813—12.08.1875), старшая дочь николаевского канцлера. Венчание было в Петербурге в церкви Св. Александра Невского при Министерстве иностранных дел. По свидетельству Д. Фикельмон, графиня была «абсолютно лишена грации и красоты, но компенсировала это большой любовью к мужу». Ф. И. Тютчев находил её «женщиной блестящей, резвой и бойкой». За заслуги мужа была пожалована в кавалерственные дамы ордена Св. Екатерины (малого креста) (17.04.1874). Брак был очень счастливым, но бездетным. Скончалась скоропостижно от аневризмы в желудке, похоронена в Баден-Бадене.

## Служба
Окончил частную школу в Дрездене, затем три года учился в Дерптском университете и 23 декабря 1830 года был определён в Коллегию иностранных дел; 6 декабря 1831 года стал актуариусом, 1 января 1832 года был пожалован в камер-юнкеры; 1 января 1833 года стал переводчиком.
11 апреля 1835 года его назначили 3-м секретарём миссии в Лондоне. В том же году он был отправлен курьером через Берлин и Гамбург в Лондон, оттуда в Петербург; 22 сентября 1835 года произведён в титулярные советники и 31 декабря был назначен чиновником особых поручений 8 класса при вице-канцлере графе К. В. Нессельроде.
С 6 мая по 11 ноября 1836 года Хрептович находился при миссии в Константинополе; 17 апреля 1837 года произведён в коллежские асессоры. С 25 февраля 1840 по 1 мая 1843 года занимал должность старшего секретаря посольства в Лондоне. С 17 апреля 1840 года — надворный, а с 24 июня 1842 года — коллежский советник. С 1 мая 1843 года он исполнял должность поверенного в делах в Королевстве обеих Сицилий в отсутствие посланника графа Л. С. Потоцкого, 13 июля вступил в должность, 24 ноября сдал её. С 19 мая 1844 по 2 октября 1845 года исполнял должность посланника в Королевстве обеих Сицилий (в отсутствие Потоцкого). С 14 апреля 1845 года — статский советник, с 12 ноября 1845 года — действительный статский советник (за заключение договора с Королевством обеих Сицилий); 14 ноября 1845 года Хрептович был пожалован в камергеры.
1 апреля 1847 года его назначили чрезвычайным посланником и полномочным министром в Королевстве обеих Сицилии, 16 сентября он вступил в должность. С 19 марта 1853 по 26 марта 1856 года он был чрезвычайным посланником и полномочным министром в Бельгии.
11 апреля 1854 года Хрептович был произведён в чин тайного советника. С 30 июня 1856 по 8 февраля 1858 года он был чрезвычайным посланником и полномочным министром в Великобритании; 8 февраля 1858 года его оставили при Министерстве иностранных дел, 9 января 1859 года он был уволен в заграничный отпуск на 2 года (впоследствии продлённый на 2 года). 17 июля 1862 года его пожаловали в гофмейстеры и по 29 июня 1863 года он был управляющий двором великого князя Константина Николаевича. 30 августа 1862 года Хрептович был произведён в действительные тайные советники и стал обер-гофмейстером. 29 июня 1863 года его оставили при Министерстве иностранных дел. 30 ноября 1873 года он был пожалован в обер-камергеры. С 1 января 1877 года стал членом Государственного совета, 18 апреля 1884 года он был уволен в отпуск до выздоровления.
С 1865 года М. И. Хрептович был членом, а с 20 февраля 1867 по 20 февраля 1871 года — старшиной петербургского Английского собрания. С 4 марта 1878 года, после смерти А. В. Кочубея, и до конца жизни (в течение почти 14 лет) он занимал наивысшее положение среди всех российских чиновников 2-го класса по старшинству пожалования соответствующим чином.
В 1883 году на коронационных торжествах в Москве, во время церемониала императорского выхода 15 мая в Успенский собор, он нёс конец императорской порфиры.
Умер 3 (15) февраля 1892 года в Париже в возрасте 82 лет. А. А. Половцев внёс в дневник следующую запись:

«В Париже умер член Государственного совета обер-камергер гр. Хрептович, человек довольно ничтожный, выдвинувшийся тем, что был женат на дочери гр. Нессельроде. В последние годы последнего царствования он состоял в числе приближенных царедворцев, игравших с государем в карты и ездивших с ним на охоту. В нынешнее царствование он не приезжал из-за границы».
Похоронен в Париже на кладбище Пер-Лашез.
Российской империи:
- Орден Святого Владимира 4-й степени (25.07.1840)
- Орден Святого Станислава 1-й степени (25.06.1848)
- Знак отличия за XV лет беспорочной службы (22.08.1848)
- Орден Святой Анны 1-й степени (21.04.1850)
- Знак отличия за XX лет беспорочной службы (22.08.1853)
- тёмно-бронзовая медаль «В память войны 1853—1856» (1856)
- Знак отличия за XXV лет беспорочной службы (22.08.1858)
- Орден Белого орла (11.05.1866)
- Орден Святого Александра Невского (16.04.1872); алмазные знаки к ордену (17.04.1876)
- Орден Святого апостола Андрея Первозванного (19.02.1880)
- искренняя признательность в императорском рескрипте (23.12.1880, по случаю 50-летия службы)
- тёмно-бронзовая медаль «В память коронации императора Александра III» (1883)
- золотая Медаль «В память освящения Храма Христа Спасителя» (1883)

Иностранных государств:
- Австрийский орден Леопольда 3-й степени (8.09.1833)
- Прусский Орден Красного орла 4-го класса (авг. 1835)
- Прусский Орден Красного орла 3-го класса (1838)[7]
- Сицилийский ордена Франциска I Большой крест (04.12.1845)
- Шведский Орден Полярной звезды командорский крест (19.02.1846)
- Сардинского королевства Орден Святых Маврикия и Лазаря (19.03.1846)
- Турецкий Орден Нишан-Ифтихар (23.03.1849)
- Сицилийский Орден Святого Януария (20.08.1849)
- Бельгийский ордена Леопольда I Большой крест (31.07.1856)
- Ольденбургский Орден Петра Фридриха Людвига 1-й степени (27.12.1868)
- Прусский Орден Красного орла Большой крест (27.12.1868)
- Вюртембергский орден Вюртембергской короны 1-й степени (1869)
- Турецкий Орден Меджидие 1-й степени (26.05.1872)
- Австрийский Орден Святого Стефана большой крест (07.02.1874)
- Мекленбург-Шверинский орден Вендской короны 1-й степени (16.08.1874)